# Juillet 1810

## Événements
- Incursion des Wahhabites, guidés par les Ruwala, dans la province du Hauran, en Syrie[1]. Ils sont refoulés en Arabie par le pacha de Damas, aidé par le pacha d'Acre et l'émir du Liban Bachir[2].

- Nuit du 1er au 2 juillet 1810, France : incendie de l'ambassade d'Autriche à Paris, au cours d'un grand bal donné par le prince de Schwarzenberg, ambassadeur d'Autriche en France, pour célébrer le mariage de l'Empereur.

- 3 juillet :
  - Napoléon suspend l’application du régime du Blocus continental en faveur des Américains, tandis que les Britanniques maintiennent intégralement leur système, malgré les demandes américaines, ce qui provoque un ralentissement des échanges dès l’été, puis une tension diplomatique entre le Royaume-Uni et les États-Unis (guerre en 1812).
  - par le décret de Saint-Cloud, Napoléon autorise les commerçants français à demander au gouvernement des licences pour pouvoir exporter vers le Royaume-Uni des céréales, du vin et des eaux-de-vie[3].

- 8 juillet : prise de l'île Bonaparte. début de l'occupation britannique de La Réunion (fin le 6 avril 1815)[4].

- 9 juillet : annexion du Royaume de Hollande par Napoléon Bonaparte[5] à la suite de l’abdication que Napoléon impose à son frère Louis Bonaparte, qui s’était montré indocile. Les Pays-Bas sont divisés en huit départements. Charles-François Lebrun est nommé gouverneur général.

- 10 juillet, guerre russo-persane : l’armée russe s’empare de la forteresse de Soukhoumi, ce qui permet la conquête de l’Abkhazie, placée sous la protection de la Russie en octobre[6].

- 20 juillet : affaire du Vase de Llorente. Début de la guerre d'indépendance de la Colombie[7].

- 24 juillet : bataille de la Côa ; début de la troisième invasion napoléonienne au Portugal[8].

- 25 juillet - 27 août : siège et prise d'Almeida au Portugal par les Français[8].

## Naissances
- 5 juillet : Phineas Taylor Barnum, organisateur de spectacles et imprésario américain († 1891).
- 11 juillet : Louis-Eugène Simonis, sculpteur belge († 11 juillet 1882)
- 15 juillet : Aristide Boucicaut, : inventeur du concept de « grand magasin », propriétaire du Bon Marché français.
- 21 juillet : Henri Victor Regnault (mort en 1878), chimiste et physicien français.
- 26 juillet : Henry Christy (mort en 1865), ethnologue et préhistorien anglais.

## Décès
- 19 juillet : Louise de Mecklembourg-Strelitz, reine de Prusse. Morte d'une infection pulmonaire (° 10 mars 1776).
- 25 juillet : Esprit Calvet (né en 1728), médecin, physiocrate, archéologue et naturaliste français.